# Віля
Віля (рос. Виля) — робітниче селище в Виксинському міському окрузі Нижньогородської області Російської Федерації.
Населення становить 3669 осіб. Входить до складу муніципального утворення Міський округ місто Викса.

## Історія
Раніше населений пункт належав до ліквідованого 2011 року Виксинського району. До 2011 року входило до складу муніципального утворення Робітниче селище Віля.

## Населення
| 1959  | 1970  | 1979  | 1989  | 1999  | 2002  | 2008  |
| ----- | ----- | ----- | ----- | ----- | ----- | ----- |
| 7879  | ↘5655 | ↘4864 | ↘3821 | ↘3500 | ↘3395 | ↗3570 |
| 2009  | 2010  | 2011  | 2012  | 2013  | 2014  | 2015  |
| ↗3610 | ↘3344 | ↗3350 | ↗3477 | ↗3576 | ↗3685 | ↗3702 |
| 2016  | 2017  |       |       |       |       |       |
| ↘3685 | ↘3613 |       |       |       |       |       |